# Beggars Banquet Records
Beggars Banquet ist ein britisches Plattenlabel. Seinen Ursprung hat es in einer Plattenladenkette, die Martin Mills und Nick Austin gehörte. 1977, angeregt von der DIY-Mentalität des britischen Punk, wurde ein Independent-Label gegründet. Die erste Band auf dem Label war die britische Punkband The Lurkers mit ihrem Klassiker „Shadow/Love Story“. Erfolgreiche Verkäufe von Tonträgern der Tubeway Army und Gary Numan sicherten das finanzielle Überleben des Labels. Auf zwei Unterlabeln, Situation Two und 4AD Records wurden u. a. Künstler wie The Charlatans, Pixies, Cocteau Twins, M/A/R/R/S, Bauhaus, Tones on Tail, Robert Forster veröffentlicht. Auf einem anderen Unterlabel, XL Recordings veröffentlichten erfolgreiche Dance-Bands wie The Prodigy und die Basement Jaxx.
Mantra Records, Mo'Wax Records, Locked On Records, Too Pure, Matador Records und Wiiija Records gehören ebenfalls zur Beggars Group, die in Deutschland von Indigo vertrieben wird.
Im April 2008 gab die Beggars Group bekannt, dass im Rahmen einer Umstrukturierung Beggers Banquet ebenso wie Too Pure in 4AD aufgehen wird.